# Steve Leo Beleck
Steve Leo Beleck A'Beka (Yaoundé, 1993. február 21. –) kameruni labdarúgó, csatár.

## Pályafutása
2009 és 2023 között 16 klubban is megfordult. Játszott többek között a görög AÉK, a román CFR Cluj és a török Balıkesirspor csapatában. 2021 és 2023 között a svájci Yverdon együttesében fejezte be az aktív játékot.

## Sikerei, díjai
CFR Cluj
- Román kupa: 2016